# Spectroscopie rotationnelle-vibrationnelle
La spectroscopie rotationnelle-vibrationnelle est une branche de la spectroscopie moléculaire à laquelle est observée le couplage rovibrationnel, ou l'excitation à la fois des phénomènes de vibration et de rotation au sein d'un objet chimique (une molécule, par exemple). Il est à distinguer du couplage rovibronique qui implique une modification simultanée des états électroniques, vibrationnels et rotationnels. Ce phénomène physique est exploité pour la caractérisation spectroscopique.

## Transitions rotationnelles et vibrationnelles
Les transitions vibrationnelles se produisent en conjonction avec les transitions rotationnelles. En conséquence, il est possible d'observer à la fois les transitions de rotation et de vibration dans le spectre de vibration. Bien que de nombreuses méthodes soient disponibles pour observer ces spectres de vibration, les deux plus courantes sont la spectroscopie infrarouge et la spectroscopie Raman.
L'énergie des transitions de rotation est de l'ordre de 0,01 eV alors que les transitions de vibration ont des énergies de l'ordre de 0,1 eV. Par conséquent, les spectres de vibration à haute résolution présentent une structure fine correspondant aux transitions rotationnelles se produisant dans le même temps qu'une transition de vibration. Bien que les vibrations et rotations moléculaires aient des effets les unes sur les autres, cette interaction est habituellement faible. Les contributions rotationnelles et vibrationnelles à l'énergie de l'objet chimique peuvent être considérées comme indépendantes l'une de l'autre en première approximation :
{\displaystyle E_{vib,rot}=E_{vib}+E_{rot}=\left(n+{1 \over 2}\right)h\nu _{0}+hc{\bar {B}}J\left(J+1\right)}
où {\displaystyle n} est le nombre quantique de vibration, {\displaystyle J} le nombre quantique de rotation, h la constante de Planck, {\displaystyle \nu _{0}} la fréquence de vibration, {\displaystyle c} la vitesse de la lumière et {\displaystyle {\bar {B}}} la constante de rotation.

## Calcul du spectre

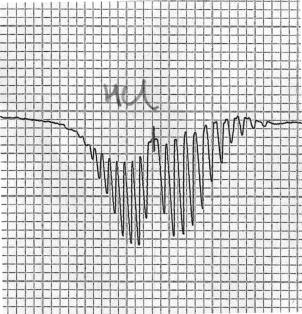
Partie du spectre de rotation-vibration du chlorure d'hydrogène gazeux, montrant la présence de branches P et R. L'axe x correspond à la fréquence, l'axe y à la transmittance.

La règle de sélection stricte pour l'absorption d'une radiation de dipôle (composante la plus intense de la lumière) est {\displaystyle \Delta J=0,\pm 1}. Elle est induite par les propriétés d'addition vectorielle du moment angulaire quantique et parce que les photons ont un moment angulaire de 1. Pour les molécules linéaires, le cas observé le plus couramment est la présence des seules transitions où {\displaystyle \Delta J=\pm 1}. C'est possible que lorsque les molécules ont un état fondamental « singulet », ce qui signifie qu'il n'y a pas de spins électroniques non appariés dans la molécule. Pour les molécules présentant des électrons non appariés, des branches Q (voir ci-dessous) sont communément observées.
La différence entre les branches R et P est connue sous le nom de branche Q. Un pic y apparaitra pour une transition vibrationnelle dans laquelle l'énergie de rotation est inchangée ({\displaystyle \Delta J=0}). Cependant, dans le cadre du modèle quantique du rotateur rigide sur laquelle la spectroscopie de rotation est basée, il existe une règle de sélection spectroscopique stipulant que {\displaystyle \Delta J=\pm 1}. La règle de sélection explique pourquoi les branches P et R sont observées, mais pas la branche Q (ainsi que les branches pour lesquelles {\displaystyle \Delta J=\pm 2}, {\displaystyle \Delta J=\pm 3}, etc.).
Les positions des pics dans un spectre peuvent être prédites à l'aide du modèle du rotateur rigide. L'une des indications de ce modèle est que l'espace entre chaque pic doit être de {\displaystyle 2{\bar {B}}} où {\displaystyle {\bar {B}}} est la constante de rotation pour une molécule donnée. On observe expérimentalement que l'espace entre les pics de la branche R décroît lorsque les fréquences augmentent, et, de manière semblable, l'accroissement de cet espace pour des fréquences décroissantes pour la branche P. Cette variation s'explique par le fait que les liaisons atomiques ne sont pas totalement rigides.
La variation peut être quasiment totalement décrite en utilisant un modèle un peu plus complexe prenant en compte les variations de la constante de rotation comme des modifications de l'énergie de vibration. Selon ce modèle, les positions des pics de la branche R deviennent :
{\displaystyle {\bar {\nu }}_{R}={\bar {\nu }}_{0}+2{\bar {B}}_{1}+\left(3{\bar {B}}_{1}-{\bar {B}}_{0}\right)J+\left({\bar {B}}_{1}-{\bar {B}}_{0}\right)J^{2}\qquad J=0,1,2...}
où {\displaystyle {\bar {B}}_{0}} est la constante de rotation pour le niveau vibrationnel n=0 et {\displaystyle {\bar {B}}_{1}} pour le niveau n=1. Les positions des pics de la branche P sont données quant à elles par :
{\displaystyle {\bar {\nu }}_{P}={\bar {\nu }}_{0}-\left({\bar {B}}_{1}+{\bar {B}}_{0}\right)J+\left({\bar {B}}_{1}-{\bar {B}}_{0}\right)J^{2}\qquad J=1,2,3...}
Le spectre de rotation-vibration montre aussi une structure fine imputable à la présence de différents isotopes. Dans le spectre montré en illustration (chlorure d'hydrogène gazeux), tous les pics de rotation sont légèrement séparés en deux pics. L'un des pics correspond à 35Cl, l'autre à 37Cl. Le rapport entre l'intensité des pics correspond à l'abondance naturelle entre ces deux isotopes.